# 藤田伸三
藤田 伸三（ふじた しんぞう、1967年 - ）は日本の脚本家。

## 来歴・人物
広島県出身。広島修道大学人文学部卒。
シナリオ作家協会主催のシナリオ講座にて神波史男、石松愛弘、柏原寛司らに師事した後、脚本家としてデビュー。

## 作品リスト

### テレビアニメ
1995年
- それいけ!アンパンマン（1995年 - 、脚本）
- NINKU -忍空-（1995年 - 1996年、脚本）
- 怪盗セイント・テール（1995年 - 1996年、脚本）
- ルパン三世 ハリマオの財宝を追え!!（脚本）柏原寛司・米村正二と共同

1996年
- 忍たま乱太郎（脚本）

1997年
- 剣風伝奇ベルセルク（1997年 - 1998年、脚本）

1998年
- ポケットモンスター（1998年 - 2002年、脚本）
- ああっ女神さまっ 小っちゃいって事は便利だねっ（1998年 - 1999年、脚本）
- ルパン三世 炎の記憶〜TOKYO CRISIS〜（脚本）
- MASTERキートン（1998年 - 1999年、脚本）

1999年
- To Heart（脚本）
- ルパン三世 愛のダ・カーポ〜FUJIKO'S Unlucky Days〜（脚本）
- ビックリマン2000（1999年 - 2000年、脚本・主題歌作詞）
- モンスターファーム〜円盤石の秘密〜（1999年 - 2000年、脚本）

2000年
- モンスターファーム〜伝説への道〜（脚本）
- とっとこハム太郎（2000年 - 2002年、脚本）
- 真・女神転生デビチル（2000年 - 2001年、シリーズ構成・脚本）

2001年
- こみっくパーティー（脚本）

2002年
- 爆闘宣言ダイガンダー（シリーズ構成・脚本）
- ポケットモンスター アドバンスジェネレーション（2002年 - 2006年、脚本）
- 真・女神転生Dチルドレン ライト&ダーク（2002年 - 2003年、シリーズ構成・脚本）
- 花田少年史（2002年 - 2003年、脚本）

2003年
- 無限戦記ポトリス（2003年 - 2004年、シリーズ構成・脚本）
- ポケットモンスター サイドストーリー（脚本）
- おもいっきり科学アドベンチャー そーなんだ!（2003年 - 2004年、脚本）

2004年
- アガサ・クリスティーの名探偵ポワロとマープル（2004年 - 2005年、脚本）

2005年
- ToHeart2（脚本）

2006年
- 韋駄天翔（脚本）
- ポケットモンスター ダイヤモンド&パール（2006年 - 2010年、脚本）
- 新星輝デュエル・マスターズ フラッシュ（2006年 - 2007年、シリーズ構成・脚本）
- ぷるるんっ!しずくちゃん（2006年 - 2007年、脚本）

2007年
- ゼロ デュエル・マスターズ（シリーズ構成・脚本）
- トレジャーガウスト（シリーズ構成・脚本）
- デュエル・マスターズ ゼロ（2007年 - 2008年、シリーズ構成・脚本）

2008年
- デュエル・マスターズ クロス（2008年 - 2010年、シリーズ構成・脚本）

2010年
- デュエル・マスターズ クロスショック（2010年 - 2011年、シリーズ構成・脚本）
- ポケットモンスター ベストウイッシュ（2010年 - 2012年、脚本）

2012年
- ポケットモンスター ベストウイッシュ シーズン2（2012年 - 2013年、脚本）

2013年
- ポケットモンスター ベストウイッシュ シーズン2 エピソードN（脚本）
- ポケットモンスター ベストウイッシュ シーズン2 デコロラアドベンチャー（脚本）
- ポケットモンスター XY（2013年 - 2015年、脚本）

2014年
- それでも世界は美しい（シリーズ構成・脚本）
- 寄生獣 セイの格率（2014年 - 2015年、脚本）

2015年
- ポケットモンスター XY&Z（2015年 - 2016年、脚本）

2016年
- パズドラクロス（2016年 - 2018年、脚本）

2017年
- フューチャーカード バディファイトX（2017年 - 2018年、シリーズ構成・脚本）

2018年
- パズドラ（2018年 - 2022年、シリーズ構成・脚本）第197話まで参加
- フューチャーカード バディファイトX オールスターファイト（シリーズ構成・脚本）
- フューチャーカード 神バディファイト（2018年 - 2019年、脚本）

2019年
- 逆転裁判 〜その「真実」、異議あり!〜（脚本）
- ONE PIECE（2019年 - 、脚本）

2021年
- 不滅のあなたへ（シリーズ構成・脚本）

2022年
- ニンジャラ（シリーズ構成）第26話まで
- フットサルボーイズ!!!!!（オリジナル脚本）
- デジモンゴーストゲーム（2022年 - 2023年、脚本）
- 不滅のあなたへ（第2期、2022年 - 2023年、シリーズ構成・脚本）

2023年
- 逃走中 グレートミッション（脚本）
- め組の大吾 救国のオレンジ（2023年 - 2024年、シリーズ構成・脚本）

2025年
- 出禁のモグラ（シリーズ構成・脚本）
- 不滅のあなたへ（第3期、シリーズ構成・脚本）

### 劇場アニメ
1998年
- それいけ!アンパンマン てのひらを太陽に（脚本）

2002年
- エクスドライバー the Movie（脚本）

2005年
- 劇場版 甲虫王者ムシキング グレイテストチャンピオンへの道（脚本）

2009年
- それいけ!アンパンマン だだんだんとふたごの星（脚本）
- デュエル・マスターズ 黒月の神帝（脚本）

2012年
- やなせたかしシアター ロボくんとことり（脚本）

2021年
- それいけ!アンパンマン ふわふわフワリーと雲の国（脚本）

### OVA
1998年
- 真ゲッターロボ 世界最後の日（1998年 - 1999年、シリーズ構成・脚本）

2000年
- エクスドライバー（2000年 - 2001年、シリーズ構成・脚本）
- 真ゲッターロボ対ネオゲッターロボ（2000年 - 2001年、シリーズ構成・脚本）

2001年
- マジンカイザー（2001年 - 2002年、シリーズ構成・脚本）

2008年
- やなせたかしメルヘン劇場（脚本）

2015年
- しょうがっこうだいぼうけん〜カリカリおうじのひみつ〜（脚本）チャレンジ1年生DVD収録作品

### Webアニメ
- 戦慄のミラージュポケモン（2006年、脚本）

### 特撮
- ゴジラ×メガギラス G消滅作戦（2000年、脚本協力）

## 著書
- それでも世界は美しい 風と光の交錯（2014年、白泉社〈花とゆめコミックススペシャル 花とゆめノベルズ〉） - ISBN 978-4-592-19794-2
- アニメ・シナリオライターへの道!（2018年、立東舎） - ISBN 978-4-845-63287-9